# Face-m-aș pasăre-n zbor
Face-m-aș pasăre-n zbor este cel de-al treilea disc înregistrat de către cântăreața de muzică populară Maria Ciobanu. Albumul a fost lansat în anul 1967 de către casa de discuri Electrecord.

## Piese
Lista melodiilor incluse in album este:
1. Face-m-aș pasăre-n zbor
2. Măi Gilort, râu repejor
3. Mult mă-ntreab-o floricea
4. Mă suii în deal la vii
5. Amărâtă turturică
6. Fir-ai, mândră, tu sa fii
7. Patru boi suciți în coarne
8. Colo-n vale-n răritură

## Personal
Acest album a fost înregistrat cu orchestra Gheorghe Zamfir.